# Пат, Паташон и Чарли Чаплин

«Танцевальный атракцион» «Пат, Паташон и Чарли Чаплин». Кадр из фильма «Концерт на экране» (1940). В центре Николай Черкасов (Пат), слева Пётр Берёзов (Чарли Чаплин), справа Роман Юрьев (Паташон)

«Пат, Паташон и Чарли Чаплин», «Чарли Чаплин, Пат и Паташон» — танцевальный комедийный номер, созданный в 1925 году советскими актёрами Николаем Черкасовым (Пат) и Борисом Чирковым (Паташон) в пародийном трио с Петром Берёзовым (Чарли Чаплин). В основу музыкального сопровождения была положена мелодия популярного в 1920-е годы марша-фокстрота. Сюжетом миниатюры является встреча трёх знаменитых комиков эпохи немого кино: Пата, Паташона и Чаплина. Они танцуют сначала сольно, а затем вместе, после чего куда-то убегают за пределы сцены. Наиболее яркой и эксцентричной признаётся танцевальная партия Черкасова, виртуозно игравшего роль долговязого и неуклюжего Пата. На протяжении многих лет миниатюра исполнялась в различных составах: Черкасов и Берёзов неизменно в своих ролях, а Паташона играли Чирков, В. Клейман и Роман Юрьев.
Во второй половине 1920-х — начале 1930-х годов номер «Пат, Паташон и Чарли Чаплин» обрёл значительную популярность, и множество раз исполнялся в Ленинграде и Москве, а также во время гастролей по СССР. В 1928 году танец был использован в фильме «Мой сын» — одном из первых в фильмографии Черкасова. В киноленте «Концерт на экране» («Фильм-концерт»), вышедшей на экраны в 1940 году, в номере участвовали Черкасов, Юрьев и Берёзов. Фрагменты танца из этой ленты демонстрируются во многих документальных фильмах, посвящённых жизни и творчеству Черкасова.

## Описание
В танце я принимал типичные для Пата положения и позы, невероятно изгибался, обвивал одну ногу другой, сам с собой здоровался, соединяя руки за спиной, обнимал самого себя за спину и танцевал в таком положении якобы с дамой, небрежно и рассеянно перешагивая через головы моих партнёров. По мере того как они танцевали и показывали свои трюки, я всё более мрачнел и затем, после паузы, в которой я крайне «нервно» реагировал на их успех, пускался в лихой эксцентрический танец, насыщенный акробатическими движениями.
На протяжении существования номера некоторые его детали менялись, но в целом сюжет оставался неизменным. Высокий, нескладный меланхоличный Пат, толстенький коротышка Паташон и Маленький бродяга — Чарли Чаплин, в огромных ботинках и с франтоватой тросточкой, выстраивались в одну линию и начинали каждый как умеет танцевать: сначала Бродяга, а затем Паташон. Смотревший за этим с нетерпением Пат-Черкасов, одетый «в кургузый, подпоясанный бечёвкой пиджачок с короткими рукавами и одной-единственной, одеваемой то на одну, то на другую руку, манжеткой, потрепанные брюки факельщика, мятый котелок», бросался в экстравагантную пляску, высоко задирал ногу, да так что Паташон свободно пробегал под ней, обхватывал себя руками за спиной: его «тело складывалось и выгибалось молниеносно, закручивалось в сложнейшие вензеля, распластывалось или смешно взлетало». Завершив свои сольные танцы и исполнив несколько па втроём, Пат, Паташон и Чаплин убегали куда-то в сторону.

## История

### Предыстория

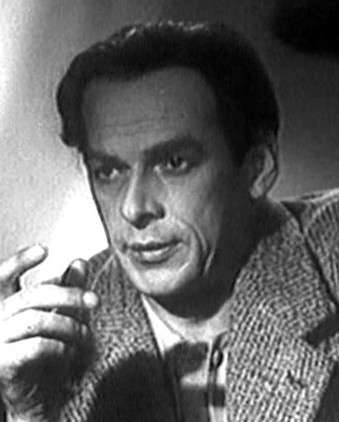
Николай Черкасов в роли Аркадия Громова в фильме «Весна» (1947)

В 1919 году музыкально и пластически одарённый Николай Черкасов дебютировал на сцене петроградского Мариинского театра в качестве статиста; в то время он ещё учился в школе. Также выступал в массовке, в качестве дублёра во многих оперных представлениях в Мариинском театре, а также в спектаклях Большого драматического театра. Прошёл занятия в студии мимистов по курсу «Как вести себя на сцене». После Октябрьской революции также играл и танцевал на сцене мюзик-холлов, был склонен к эксцентрике, гротеску, неожиданным актёрским перевоплощениям с использованием грима. Осенью 1923 года он поступил в Ленинградский институт сценических искусств (с 1926 года — Техникум сценических искусств). Кроме актёрского мастерства, занимался пластикой и акробатикой, принимал участие в студенческой самодеятельности, выступал с пением и танцами, играл в одноактных агитационных пьесах в рабочих и молодёжных клубах Ленинграда. Черкасов учился на курсах актёра театра и кино Владимира Максимова, который несмотря на то, что институт в то время был оплотом левого формализма, всяческих экспериментов, стремился привить своим ученикам реалистическую игру, любовь к высокому сценическому искусству.

### Создание

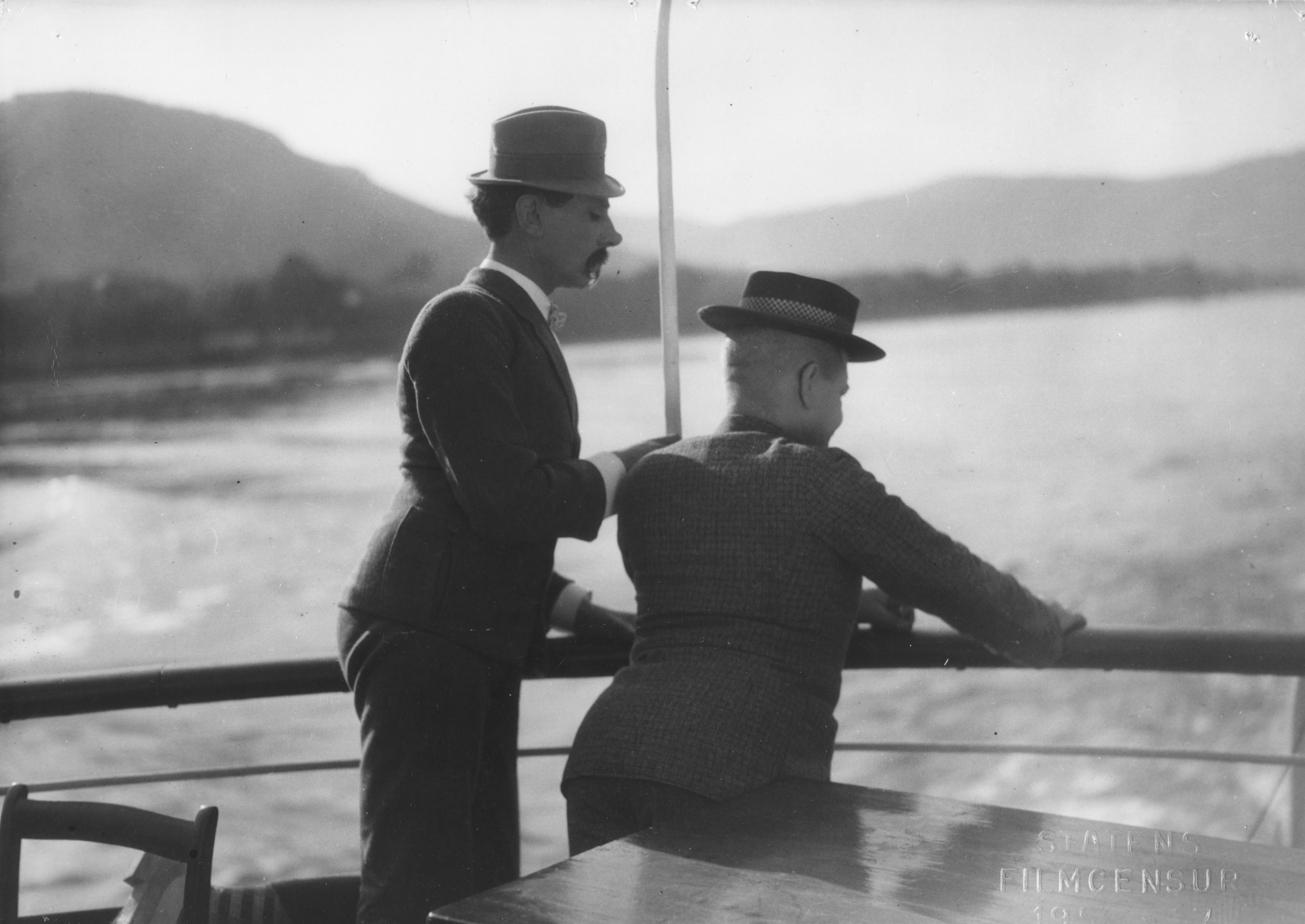
Пат (слева) и Паташон (справа). Кадр из фильма «Поцелуй, пощёчина и смех» (Kys, Klap og Kommers, 1929)

Относительно деталей появления миниатюры существуют некоторые противоречия. В своей книге «Записки советского актёра» (1953) Черкасов писал, что замысел возник в связи с планами проведения гастролей за пределами Ленинграда. Учитывая, что для студентов был введён бесплатный проезд на транспорте, его сокурсники решили отправиться в гастрольную поездку в Среднюю Азию и на Кавказ. Для этого был подготовлен выпуск «Живой газеты» с актуальными политическими номерами. Однако на полноценное выступление материала не хватало. Выручило то, что в одной из комнат института у рояля студенты в свободное время импровизировали, занимались пародиями, играли шутливые сценки, дурачились. Среди них был Черкасов, который придумывал различные танцевальные фигуры, комические танцы. Он и его друзья Борис Чирков и Пётр Берёзов старались всячески превзойти друг друга — «переплясать», по выражению Черкасова. Сначала они хотели поставить танцевальную сценку изображая трёх весёлых матросов, но у них получилось не удачно и от этого замысла отказались. Затем было решено создать весёлый танцевальный номер, а объектом пародии выбрать образы популярных комиков немого кино: английского актёра Чарли Чаплина и датского дуэта Пат и Паташон.

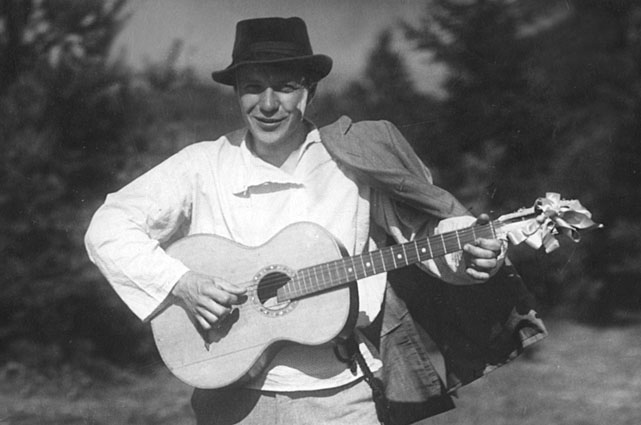
Борис Чирков в роли Максима в фильме «Юность Максима» (1934)

Биографы Черкасова Юрий Герасимов и Жанна Скверчинская писали, что в компании создателей трио первоначально не было Чиркова, вместо него был Г. Гуревич, а сам номер появился спонтанно после просмотра в кинотеатре «Паризиана» одного из фильмов с участием Пата и Паташона. После сеанса Черкасов и Гуревич стали импровизировать, причём роли распределились исходя из характерных образов героев датского дуэта. Роль долговязого, меланхоличного Пата досталась Черкасову, а невысокого, толстенького и предприимчивого Паташона — Гуревичу. Согласно Герасимову и Скверчинской, друзья шли по Невскому проспекту, импровизируя на ходу, где немного подумав к ним присоединился Берёзов, который стал семенить короткими шажками и вывернул носки в сторону, как это делал Чаплин в образе своего самого известного персонажа — Маленького бродяги. Черкасов в «Записках советского актёра» вообще ни разу не упоминал Гуревича. По Герасимову и Скверчинской, к созданию миниатюры был привлечён студент-старшекурсник Чирков, который позже стал играть роль Паташона. Чирков вспоминал, что по фактуре он больше походил на датского комика, «был приземистее и плотнее Гуревича», и поэтому был принят в новосозданный коллектив.
Чирков вспоминал, что над номером они работали в красном уголке института. Пел и аккомпанировал им за роялем Александр Менакер. Постепенно оттачивались движения, уточнялись образы и, как следствие, созревал номер. В качестве музыкального сопровождения была избрана мелодия популярного в то время марша-фокстрота, «мелодия которого умещалась на одной нотной строчке истрепанного листка, всегда приводившего в ужас аккомпаниаторов». По воспоминаниям Чиркова, как только начинали звучать первые аккорды «немудрёного нашего аккомпанемента, как у моих партнеров загорались глаза, и мы стремглав выбегали на сцену». Студентам полюбилась задорная миниатюра, узнал про неё и Максимов, который, по версии Герасимова и Скверчинской, ознакомившись с пародией, посоветовал авторам начать выступления на сцене. Он сам выступал в театрах, где исполнял сцены из драматических спектаклей и привлекал студентов к участию в массовке. Ему удалось договориться с администрацией одного из ленинградских театров и, таким образом, прошёл сценический дебют миниатюры «Пат, Паташон и Чарли Чаплин». После этого актёры прославились и их стали звать на выступления в кинотеатры перед сеансами, на эстрадных сценах. По версии Чиркова, их дебют на профессиональной сцене произошёл случайно и без участия Максимова: одно из их выступлений увидел руководитель «Свободного театра», после чего предложил им показать танец в своём театре.

### Выступления и судьба номера

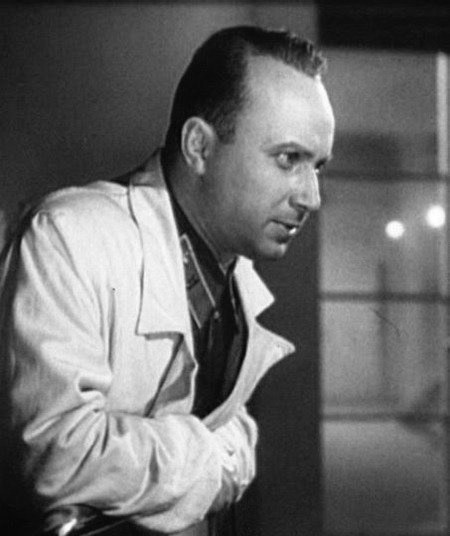
Пётр Берёзов в роли Георгия Байдукова в фильме «Чкалов» (1941)

В 1926 году Чирков и Черкасов решили поступать в ленинградский Театр юных зрителей, а в качестве творческого экзамена выбрали свой комический номер. 15 июня, при помощи Берёзова, был успешно сдан экзамен, а через две недели Черкасов и Чирков были зачислены в труппу театра. После этого, в конце июня, Черкасов вместе со студенческой концертной бригадой отправился в Среднюю Азию на гастроли. Они закончились менее через два месяца в Азербайджане. Вернувшись из поездки, в которой номер дорабатывался, друзья стали почти ежедневно выступать с ним: сначала по вечерам в клубах, а затем и на профессиональных площадках, причём это часто происходило по три-четыре раза в день. Из воспоминаний Черкасова известно, что такие успехи встревожили Максимова, который вызвал его к себе и сказал, что не следует искать лёгких путей «на эстраде, в мюзик-холле или в цирке, в жанре эксцентрики, может быть даже клоунады…», где ему безусловно будет обеспечено место:

Но вы никогда не получите подлинного наслаждения, того творческого счастья, которое приобретается упорным трудом художника над настоящей значительной темой и ожидает вас в области больших форм драматического искусства!.. Истинный артист, художник по призванию стремится не рассмешить зрителя, не удивить его, а убедить — убедить в высокой правде, которую он провозглашает со сцены. Артист убеждает зрителя силой и глубиной мысли, он привлекает внимание и завоевывает признание значительностью тех целей, которым служит… Конечно, это куда более трудный путь, но именно этим путём шли лучшие представители нашей сцены!
Однако Черкасов не согласился отказаться от гротескной грани своего таланта и вместе с друзьями продолжал работать над танцем и выступать. Актёр стал принимать участие в тюзовских спектаклях, где особую популярность снискал исполнением роли Дон Кихота, также решённой в буффонном плане. Герасимов и Скверчинская заметили, что после премьеры, состоявшейся 24 декабря 1926 года, Черкасов доказал, что может быть «не только Патом, трюкачом-эксцентриком». 3 февраля 1927 года в клубе «Старой и молодой гвардии» прошла премьера оперетты «В трёх соснах», где Черкасов сыграл роль композитора-неудачника Звонарёва, робкого и меланхоличного человека. По внешнему облику он был похож на долговязого датского комика и «оказывался вынужденным выдавать себя за Пата, петь и танцевать под видом подлинного Пата». После этого в ТЮЗе Черкасов не сыграл более крупных ролей и с 1929 года вместе Берёзовым стал работать в Ленинградском мюзик-холле, а Чирков остался на прежнем месте. С 1927 года Черкасов начал сниматься в кино, параллельно работая в мюзик-холле и подрабатывая выступлениями со знаменитым танцем. На одной из афиш 1928 года рекламировался «блестящий киноконцерт при участии лучших артистов эстрады» в кинотеатре «Молния»: «Только 1 день живые Пат, Паташон и Чарли Чаплин (арт. государственных театров Березов, Черкасов и Чирков)». В 1928 году миниатюра была использована в драме режиссёра Евгения Червякова «Мой сын» (в роли Паташона — Чирков). По оценке Герасимова и Скверчинской, вряд ли можно назвать роль Черкасова «настоящей»: «Просто его готовому танцу отводилось определённое место в идейном и художественном строе фильма». С 30 декабря 1929 года в течение новогодней недели в мюзик-холле прошла концертная программа «Аттракционы в действии», в которой Черкасов, Чирков и Берёзов исполняли свой танец. Чиркову особо запомнилось выступление перед несколькими сотнями иностранных туристов, посетивших Ленинград на пароходе «Кап Полонио». Одному из них так понравилось выступление, что он бросил актёрам на сцену свой бумажник, который пришлось вернуть конферансье. Берёзов говорил, что зрители аплодировали бумажниками, что, как им потом объяснили, означало, что они стоят любой цены. Герасимов и Скверчинская на основании афиши «экстраординарного концерта» в Большом зале филармонии, датировали произошедшее 15 июня 1929 года. В конце 1920-х годов или начале 1930-х на их выступлении (по словам Чиркова — в Ленинградском саду отдыха) присутствовал писатель Максим Горький, однако по его реакции актёры не поняли одобрил ли он их или нет.
Весной 1930 года партнёры выступали в Москве с ревю «С неба свалились» и множество раз демонстрировали номер на концертных площадках города. В конце лета того же года Черкасов и Берёзов перешли в Московский мюзик-холл. Вместе с В. Клейманом они провели гастрольный тур в сезоне 1930/1931 года по городам Поволжья, по словам Герасимова и Скверчинской, количество их выступлений с миниатюрой «было поистине астрономическим». Они чаще всего проводились в цирках: «„Чарли Чаплин, Пат и Паташон“ неожиданно для публики появлялись на барьере арены. Здесь они и начинали свой номер. Затем Черкасов, Берёзов и Клейман перебегали на арену, где специально для них были настланы большие квадратные деревянные щиты, какие обычно устанавливают в цирке для велосипедистов». Их номеру стали подражать другие артисты, но самих участников трио он стал постепенно раздражать. «Незаметно для себя мы выросли из его тесных рамок», — позже признавался Черкасов. Его роль в миниатюре со временем прошла эволюцию: от «внешней буффонады и эксцентрики» до подчинения роли характеру героя. Актёр вспоминал, что он со временем стал высмеивать Пата и подчёркивать «никчёмность многих фильмов, поставленных с его участием». Несмотря на незамысловатых персонажей, их исполнители старались придать роли иронический характер. «Так сказывалось мое всё более критическое отношение к внешнему гротеску и пустой буффонаде: становилось всё яснее, что любое умение в искусстве актёра — не самоцель, а только средство для решения более широких задач, которые единственно могут диктовать актёру необходимость овладения теми или иными навыками», — пояснял Черкасов в мемуарах. Весной 1931 года он вернулся в Ленинград и стал работать в передвижном театре «Комедия». 

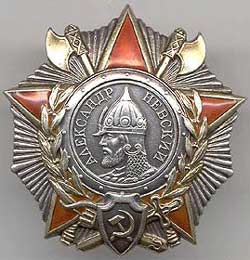
Советский орден Александра Невского, на который помещено профильное изображение артиста Черкасова

На протяжении многолетнего существования номера Черкасов и Берёзов неизменно исполняли свои роли, а к роли Паташона были причастны Гуревич, Чирков, Клейман и Роман Юрьев. По воспоминаниям театрального администратора и актёра Игоря Нежного, Паташона также иногда играл Владимир Лепко. В 1935 году Черкасов сыграл гротесковую роль Коли Лошака в фильме режиссёров Александра Зархи и Иосифа Хейфица «Горячие денёчки». Комедийный персонаж, по признанию актёра, дался ему легко, в том числе из-за полученного опыта, связанного с танцем Пата. В музыкальной киноленте «Концерт на экране» («Фильм-концерт») режиссёра Семёна Тимошенко, вышедшего на экраны в 1940 году, роль Паташона сыграл Юрьев. Черкасов выступил также в роли-камео, в виде своеобразного конферансье представляя некоторые номера. После исполнения Верико Анджапаридзе грузинской песни «Сулико», он говорил, что теперь последует «Воспоминание нашей юности» — «Пат, Паташон и Чарли Чаплин», эксцентрический номер созданный в 1924 году. После этого появляются декорации пустыря под мостом какого-то «города жёлтого дьявола», как его представляли в СССР, — с небоскрёбами и бродягами. По наблюдению киноведа Мирона Черненко, Черкасову, Берёзову и Юрьеву удалось передать «почти цирковую пластику советской эстрады полузабытых 20-х годов и печальную судьбу маленького человека на капиталистическом Западе». Этот номер со временем стал типичным для жанра советского фильма-киноконцерта, показав, существовавшую до 1980-х годов традицию возможности появления на экране западной эстрады и зарубежного искусства в пародийном плане или же «прямого разоблачения в рубрике „их нравы“». По мнению киноведа Наташи Друбек-Майер, эпизод из киноконцерта представляет собой «очевидно, лишь бледный отзвук первоначального номера». Кадры из этого фильма появляются в снятом на Ленинградской киностудии документальном фильме о творчестве актёра, который он неоднократно представлял в СССР и за рубежом: танец троицы идёт в нём первым. Номер также представлен и в других документально-биографических лентах, посвящённых жизни и творчеству выдающегося советского актёра.
Благодаря знаменитому танцу на Черкасова обратила внимание его будущая жена — Нина Николаевна (девичья фамилия Вейтбрехт). По её воспоминаниям, впервые она увидела трёх «оборванцев», которых к её удивлению горячо приветствовала публика, находясь в последнем 9-м классе 15-й единой трудовой школы (до Революции — Тенишевское училище). Это произошло на эстрадной площадке «Сад отдыха». Особое впечатление на неё произвела мелодия: «Позже, когда я её слышала уже сотни раз, она всё равно меня поражала. Начиналась она сразу с бешеного синкопирующего ритма и, убыстряя темп, разбрызгивая каскады звуков, буквально захватывала зрителей». Кроме того, она «полностью была захвачена Патом»: он выглядел «невероятно» длинным и тонким, в своём талантливом танце фейерверке он изумлял «пластичностью и лёгкостью». В нём было «мастерство» и много «трюкаческого», но при этом и психологическая продуманность персонажа: «Пат был очень смешон и в то же время очень мил и трогателен». Позже она познакомилась и самим актёром. Это произошло на вечеринке её однокурсницы по Институту истории искусств, которая посадила их вместе за стол. Молодые люди разговорились и Вейтбрехт сказала, что актёр заметно отличается от своего знаменитого Пата. На это он возразил, что если бы она знала, сколько времени он тратит на то, чтобы быть похожим на своего комического героя, она бы так не говорила. В целом, Черкасов тогда не произвёл на неё впечатления, так как даже танцевал как-то робко. Вейтбрехт поступила в Институт сценического искусства и вышла замуж, но через год развелась. После возвращения из гастрольного тура по Средней Азии Черкасов и Чирков были приняты в ТЮЗ. Там, после одного из спектаклей, где Черкасов играл Звонарёва-Пата, между ним и Вейтбрехт завязался роман, и со временем они стали жить вместе. Так как денег постоянно не хватало, Черкасову и его друзьям приходилось подрабатывать при помощи их коронного номера о неразлучной троице. В 1929 году Черкасов и Вейбрехт поженились.
Чирков писал в 1963 году, что прошло уже три десятка лет как он и его друзья перестали выступать с пародийным номером, но тот остался в их памяти навсегда: «Много ролей подготовлено и сыграно каждым из нас за эти годы. Были крупные удачи, случались и провалы, но, право же, в душе и у меня и у моих товарищей живы и дороги воспоминания о нашей шутке, которая и познакомила нас со множеством зрителей, и дала возможность поработать на самых разных сценических площадках рядом со многими чудесными мастерами театра, цирка, эстрады и кино». Советский писатель Григорий Рыклин вспоминал, что в 1949 году он отдыхал в ресторане ленинградского Дома кино в компании, среди присутствующих были Черкасов и Чирков. Поднявшись из-за стола, артисты блистательно исполнили вдвоём номер, принесший им славу: «Борис Петрович широко улыбается — он доволен, он счастлив: ему нравится Паташон, но ещё больше ему правится Пат. Он смотрит с восхищением на Черкасова — какие он пишет причудливые кренделя своими длинными ногами, какие он выделывает ловкие затейливые выкрутасы!» Через шестнадцать лет Рыклин и больной Черкасов встретились в Крыму в санатории. Они вспомнили историю про импровизированное выступление в Ленинграде, после чего актёр сказал, что очень любит свой танец и своего Пата.

## Ссылка
- Черкасова, Нина. Я полностью была захвачена Патом... // Молодость // Нева. — 1977. — № 2. — С. 206—214.